# Demon (informatyka)
Demon (ang. daemon) – program lub proces, wykonywany wewnątrz środowiska wielozadaniowego systemu operacyjnego, bez konieczności interakcji z użytkownikiem (jako proces drugoplanowy).
Większość demonów to programy usługowe, które komunikują się za pomocą połączeń sieciowych. Demon, po uruchomieniu, przekierowuje standardowe strumienie, co czyni go niezależnym od terminala kontrolującego (ang. controlling terminal). Komunikaty informacyjne demona zapisywane są w odpowiednich logach systemu operacyjnego.
W systemach MS-DOS i PC-DOS podobną do demona funkcję pełni program rezydentny, natomiast w Microsoft Windows analogiem jest usługa Windows.

## Demony w systemach uniksopodobnych
W systemach uniksopodobnych procesem rodzicem demonów jest najczęściej pierwszy proces systemowy init. Najczęściej jest to osiągane za pomocą podwójnego wykorzystania mechanizmu fork w celu stworzenia procesu pochodnego tworzącego dziecko, które po zakończeniu rodzica zostanie następnie podłączone do drzewa procesów pochodnych init. Ponadto zwyczajowo demony w nazwie mają dodaną na końcu literę „d”. Na przykład:
- ftpd, czyli demon FTP,
- httpd, czyli demon HTTP,
- inetd, czyli demon Inet.

Od tego mechanizmu wzięła nazwę maskotka systemów BSD – BSD Daemon.